# بلند غديكلي
بُلند غَديكلي (بالتركية: Bülent Gedikli)‏ (ولد:27 يوليو 1964 في طرابزون بتركيا) سياسي تركي. ونائب سابق في البرلمان التركي لأكثر من دورة ممثلا عن حزب العدالة والتنمية.